# Natura 2000-område nr. 40 Karup Å, Kongenshus og Hessellund Heder
Natura 2000-område nr. 40 Karup Å, Kongenshus og Hessellund Heder er en naturplan under det fælleseuropæiske Natura 2000-projekt. Planområdet omkring Karup Å, Kongenshus- og Hessellund Heder, består af habitatområdeerne H40, H226 og H227, med et samlet areal på ca. 3.801 ha, og ligger i Viborg-, Herning og Holstebro Kommuner.

## Beskrivelse

### Karup Ådal
Området der primært udgøres af Karup Ådalen omfatter strækningen fra Karup til Skive samt Koholm Å (afløbet fra Flyndersø) er på 1.108 hektar. Selve Karup Å er nok mest kendt for sine store rekreative interesser
og det lange fredede stræk fra Karup by til nedstrøms Hagebro, hvor der er et naturligt, ureguleret forløb. Meget store dele af ådalen på dette stræk henligger i dag som eng- og mosearealer, der tidligere har været afgræssede. Spredt over hele dette forløb findes mange små vældprægede områder og rigkær. Åens uregulerede forløb har over tid efterladt mange afsnørede meandere, der nu fremstår som små, ufarbare og ofte meget våde terrænsænkninger med hængesæk eller andre mosetyper. På de nedre dele fra Vridsted til Skive er åen reguleret og over et langt stræk fra syd for Skive by til udløbet er åen fastholdt bag diger.

### Kongenshus Hede
Området på Kongenshus Hede er på 1.570 hektar og udgøres primært af den fredede Kongenshus Mindepark og er en meget stor, tør flade med lynghede. Hedefladen deles af flere dalsænkninger og i en af disse løber Resen Bæk omgivet af lave fugtige partier bestående af rigkær, hængesæk, tidvis våd eng, våd hede og tilgroede rigkær og andre mosetyper med en samlet set meget varieret flora.

### Hessellund Hede
Området på Hessellund Hede omfatter 1.123 hektar og ligger op til Flyvestation Karup og omfatter en del af et stort militært øvelsesområde. Også denne hede udgøres primært af store ret tørre flader med hedelyng. I området er anlagt flere civile skydebaner og området bruges til træning af politiet og af politihunde.
Militæret bruger selv området bl.a. til øvelsesterræn. På Hessellund Hede og i resten af Karup Ådalen findes en del mindre søer, hvoraf nogle er naturlige mens andre er kunstigt anlagt.

## Naturfredninger
Et areal på 500 ha langs Karup Å blev fredet i 1964 . På Kongenshus Hede blev 1300 ha. fredet i 1953 
Natura 2000-planen er vedtaget i 2011, hvorefter kommunalbestyrelserne
og Naturstyrelsen udarbejdede bindende handleplaner for
gennemførelsen af planen.  Planen videreføres og videreudvikles i senere planperioder.   Natura 2000-planen er koordineret med Vandplan 1.2 Limfjorden.